# New-York-City-Marathon 2014

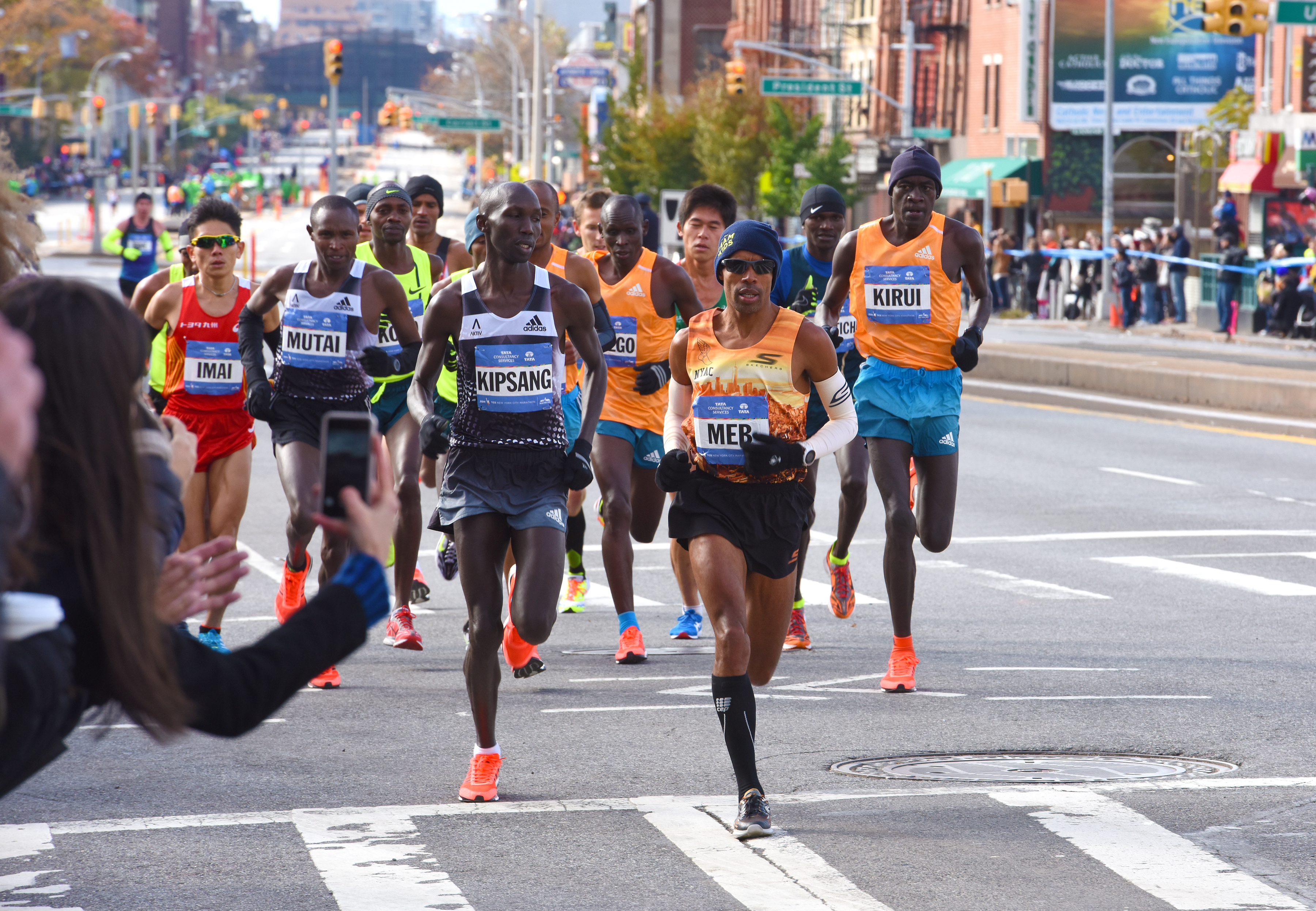
Die Führungsgruppe bei den Männern in der Fourth Avenue in Brooklyn.

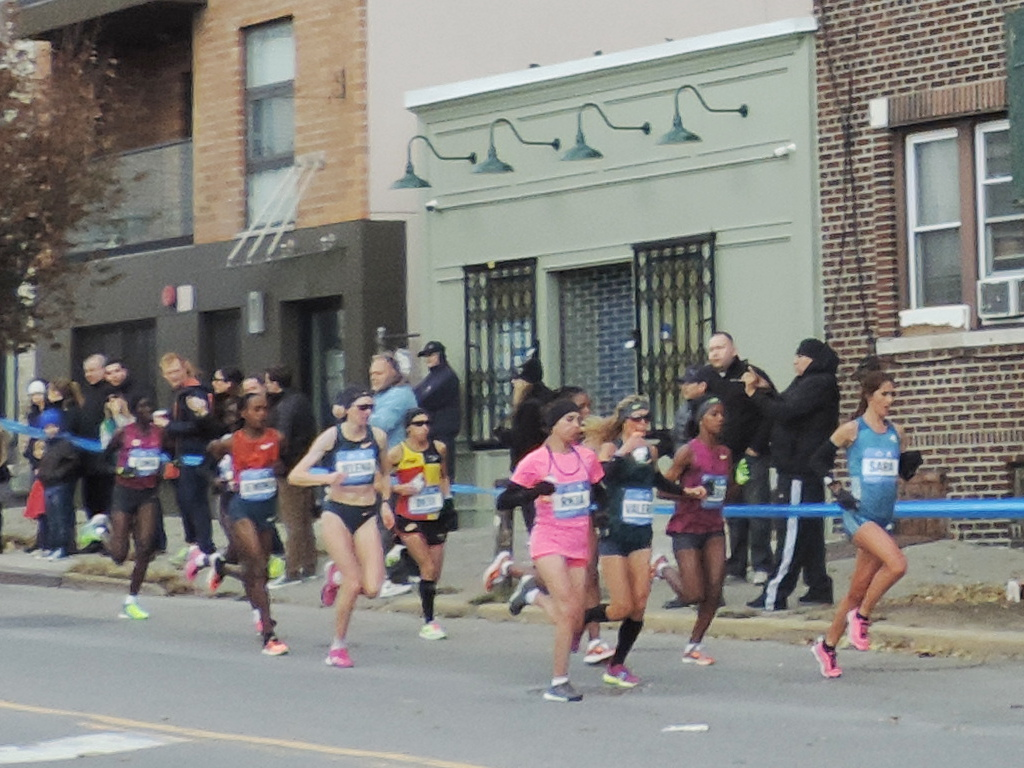
Die Führungsgruppe bei den Frauen in Greenpoint (Brooklyn).

Der New-York-City-Marathon 2014 war die 44. Ausgabe der jährlich stattfindenden Laufveranstaltung in New York City, Vereinigte Staaten. Der Marathon fand am 2. November 2014 statt und war der fünfte Lauf der World Marathon Majors des Jahres.
Bei den Männern gewann Wilson Kipsang in 2:10:59 h und bei den Frauen Mary Jepkosgei Keitany in 2:25:07 h.

## Ergebnisse

### Männer
| Platz | Athlet                    | Land               | Zeit (h) |
| ----- | ------------------------- | ------------------ | -------- |
| 01    | Wilson Kipsang            | Kenia              | 2:10:59  |
| 02    | Lelisa Desisa             | Äthiopien          | 2:11:06  |
| 03    | Gebregziabher Gebremariam | Äthiopien          | 2:12:03  |
| 04    | Meb Keflezighi            | Vereinigte Staaten | 2:13:18  |
| 05    | Stephen Kiprotich         | Uganda             | 2:13:25  |
| 06    | Geoffrey Kiprono Mutai    | Kenia              | 2:13:44  |
| 07    | Masato Imai               | Japan              | 2:14:36  |
| 08    | Peter Cheruiyot Kirui     | Kenia              | 2:14:51  |
| 09    | Ryan Vail                 | Vereinigte Staaten | 2:15:08  |
| 10    | Nick Arciniaga            | Vereinigte Staaten | 2:15:39  |

### Frauen
| Platz | Athletin               | Land               | Zeit (h) |
| ----- | ---------------------- | ------------------ | -------- |
| 01    | Mary Jepkosgei Keitany | Kenia              | 2:25:07  |
| 02    | Jemima Jelagat Sumgong | Kenia              | 2:25:10  |
| 03    | Sara Moreira           | Portugal           | 2:26:00  |
| 04    | Jeļena Prokopčuka      | Lettland           | 2:26:15  |
| 05    | Desiree Linden         | Vereinigte Staaten | 2:28:11  |
| 06    | Rkia El Moukim         | Marokko            | 2:28:22  |
| 07    | Firehiwot Dado         | Äthiopien          | 2:28:36  |
| 08    | Valeria Straneo        | Italien            | 2:29:24  |
| 09    | Bizunesh Deba          | Äthiopien          | 2:31:40  |
| 10    | Annie Bersagel         | Vereinigte Staaten | 2:33:02  |